# 빅 빌 모건필드
 빅 빌 모건필드(영어: Big Bill Morganfield, 1956년 6월 19일 ~ )는 미국의 블루스 기타리스트이자 싱어송라이터이다. 아버지가 머디 워터스다.

## 음반 목록
- 1997 - Nineteen Years Old
- 1999 - Rising Son
- 2001 - Ramblin' Mind
- 2003 - Blues in the Blood
- 2009 - Born Lover
- 2013 - Blues With a Mood
- 2016 - Bloodstains on the Wall